# Jürgen Heimchen
Jürgen Artur Heimchen (* 25. August 1942 in Wuppertal) ist ein deutscher Beamter im Ruhestand, der sich ehrenamtlich für eine Akzeptierende Drogenarbeit einsetzt.

## Leben
Heimchen, vom Beruf Bahnbeamter, setzte sich jahrzehntelang für eine liberale Drogenpolitik in Nordrhein-Westfalen ein. Auslöser war der Drogentod seines 21-jährigen Sohnes am 21. Juli 1992, dem Tag, der nun auch als „Nationaler Gedenktag für verstorbene Drogenabhängige“ gilt und dessen Einführung im Jahr 1998 auf das Engagement von Jürgen Heimchen zurückzuführen ist.  Er gründete 1993 die Selbsthilfegruppe „Elterninitiative für akzeptierende Drogenarbeit und humane Drogenpolitik Wuppertal“. Heimchen führte Seminare zum Thema durch und wurde auch Vorsitzender des „Bundesverbandes der Eltern und Angehörigen für akzeptierende Drogenarbeit“. Weiter ist er Moderator der bundesweiten Elterntreffen der Deutschen AIDS-Hilfe e. V. und Mitglied im dortigen Fachbeirat Drogen. Auf das Wirken von Heimchen ist in Wuppertal im Ehemaligen Bahnhofsempfangsgebäude Elberfeld die Einrichtung des bundesweit ersten Drogenkonsumraums im Jahr 2001 zurückzuführen.

## Auszeichnungen und Ehrungen
- 2000 – „Wuppertaler“ für besonderes ehrenamtliches Engagement zusammen mit seiner Frau Wiltrud Heimchen[8]
- 2012 – Ehrenmitgliedschaft in der Deutschen AIDS-Hilfe[5]
- 2016 – Bundesverdienstkreuz am Bande[3][9]